# Neugeist-Bewegung
Neugeist (englisch New Thought ‚Neues Denken‘) bezeichnet eine spirituelle Lebensphilosophie, deren Anhänger in der Neugeist-Bewegung verbunden sind und teils organisiert, teils unabhängig voneinander deren Lehren praktizieren.

## Das amerikanische New Thought Movement
Unter Neugeist versteht man eine Reihe spiritueller, metaphysischer Konzepte, die sich während der zweiten Hälfte des 19. Jahrhunderts in den Vereinigten Staaten herausbildeten. Die Bewegung beruft sich auf die Lehren des Lebensphilosophen und Schriftstellers Phineas Parkhurst Quimby und in geringerem Maße auf die Texte von Emma Curtis Hopkins. Die Lehre wurde zudem stark von der Transzendentalen Philosophie Ralph Waldo Emersons inspiriert. Menschen seien demnach nicht nur nach dem Bilde Gottes geschaffen, sondern auch mit göttlicher Macht ausgestattet. Zu Beginn des 20. Jahrhunderts wurden Neugeist-Vorstellungen von metaphysischen Autoren im Sinne des American Dream weiterentwickelt.
Innerhalb der Neugeist-Bewegung entwickelten sich mehrere Denominationen. Deren bedeutendste sind:
- Church of Divine Science, formierte sich gegen Ende des 19. Jahrhunderts um Nona L. Brooks
- Science of Mind (offiziell: Religious Science), gegründet 1926 von Ernest Holmes
- Unity Church of Christianity (kurz Unity), gegründet 1889 von Charles und Myrtle Fillmore

Die größte Organisation der neugeistigen Denkrichtung ist die Unity Church mit rund 2 Millionen Mitgliedern weltweit. Heute sind alle namhaften Gruppierungen, abgesehen von der Unity Church, innerhalb der Dachorganisation International New Thought Alliance (INTA) verbunden. Ein weiterer Zusammenschluss von Organisationen, Gruppierungen und Kirchen im Bereich Neugeist ist unter anderem die Association for Global New Thought (AGNT), der auch die Unity Church angehört.
Die Christliche Wissenschaft nach Mary Baker Eddy ging aus der Neugeist-Bewegung hervor und entwickelte ihr Gedankengut weiter, obwohl sie ihren Anhängern wegen ihres dogmatischen Auftretens wenig Spielraum für die schöpferische Weiterentwicklung der Lehre gewährt. Heute wird sie streng von den Neugeistkirchen geschieden.
Die Neugeist-Philosophie ist ihrem Charakter nach monistisch; sie bejaht die universelle Gegenwart des göttlichen Wesens als schöpferische Energie, die alle Wesenheiten umschließt und verbindet. Sie bekennt sich außerdem zur schöpferischen Kraft des Menschen (Gottgleichheit), die zur Überwindung allen Übels, von Krankheiten, Armut und Missständen befähigen soll. Erreicht werden soll dies auch durch eine besondere Art des Betens und Meditierens, die mit Affirmationen und Visualisierungen einhergeht.

## Die Neugeist-Lehre
Die neugeistige Weltanschauung speist sich aus mehreren Quellen, wobei der christlich-biblische Ansatz bei den meisten Anhängern dominiert. Dennoch kann Neugeist mit keiner herkömmlichen christlichen Glaubensgemeinschaft verglichen werden. Anders als die traditionellen Kirchen geht Neugeist über die biblische Überlieferung hinaus und öffnet sich „Geheimlehren“ wie der Hermetik sowie Vorstellungen wie der Feinstofflichkeit. Auch spielen früh östliche Denkrichtungen wie die Karmalehre („ausgleichende Gerechtigkeit“) in der neugeistigen Philosophie eine Rolle.
Oftmals wurde Neugeist als praxisorientierte Variante der Theosophie eingestuft, die die Erkenntnisse der westlichen und östlichen Geheimlehren auf das tägliche Leben überträgt. Unter „Geheimlehre“ ist in diesem Falle die mystisch-spirituelle Überlieferung der christlichen, buddhistischen und hinduistischen Philosophie zu verstehen. Die neugeistigen Schriftsteller fassten dabei ebenso wie die Theosophen die übereinstimmenden Aussagen der heiligen Schriften aller Kulturkreise in einigen zentralen Punkten zusammen und ergänzten sie durch ihre Erläuterungen und Denkanstöße.

## Kernaussagen
Die Kernaussagen der Neugeistlehre lassen sich in folgenden Punkten zusammenfassen:
- Das (bildhafte) Denken ist eine schöpferische Macht, mit dem steten Drang nach Verwirklichung und Materialisierung. Durch kraftvolles Denken lassen sich die irdischen Verhältnisse nachhaltig ändern, da die materielle (irdische) Existenzebene aus geistigen Quellen gespeist wird. Eine Veränderung der geistigen Ursachen zieht demnach zwangsläufig eine gleichartige Veränderung der irdischen „Tatsachen“ nach sich (Primat des Geistes).
- Wunder und metaphysische Heilungen sind auch heute und prinzipiell jedermann möglich, sofern man sich an konkrete geistige Gesetzmäßigkeiten hält. Diese werden in den Schriften der Neugeist-Bewegung erläutert.
- Alles und jeder ist mit allem und jedem im Kosmos auf geistigem Wege verbunden. Trennung ist eine Illusion, ebenso wie die Zeit, da im göttlichen Wesen alles gegenwärtig ist. Siehe auch: Holismus
- Gott ist reine Liebe, universelle Kraft und die höchste Ebene des Bewusstseins in einem. Gott ist überpersönlich und frei von Eigenschaften. Am göttlichen Wesen partizipieren alle Wesenheiten, sogar rein materielle Dinge sind geistigen Ursprungs, die Welt somit eine „Spiegelung des Geistes“. Die Schöpfung (Wesenheiten und Dinge) und Gott (die schöpferische Kraft) sind eins. Gebraucht zum Beispiel der Mensch seine geistigen Fähigkeiten, arbeitet er mit seiner/der göttlichen Natur, der nichts unmöglich ist.
- Positive Ursachen bedingen positive Wirkungen, negative Impulse zeitigen negative Umstände. Wer seine schöpferischen Fähigkeiten missbraucht, erleidet Schaden, wer anderen Übles will, zieht selber Übel auf sich. Nur wer im guten, helfenden Sinne wirkt, befindet sich in Übereinstimmung mit dem Willen des Kosmos, seine Kräfte werden potenziert und wirken bereichernd auf ihn zurück.
- Jeder Mensch hat das Recht auf Gesundheit, Wohlstand und Glück. Armut, Krankheit und Leid sind keine Tugenden, sondern Ausdruck mangelbehafteten Bewusstseins. Durch eine grundsätzliche Änderung des Denkens und Glaubens ändern sich zwangsläufig auch die Lebensverhältnisse. Siehe auch: Positives Denken
- Der Mensch ist demnach, was er denkt und glaubt. Ein Wandel im Denken und Glauben bewirkt somit auch einen Wandel der äußeren Umstände (Geist und Materie stehen in Wechselwirkung, wobei nach der Neugeistlehre nachhaltig schlechte Lebensbedingungen nur auf hartnäckigen Überzeugungen beruhen).

## Heilung durch den Glauben
Das gesamte New Thought Movement war zunächst eine Heilungsbewegung, da ihr Stammvater Phineas Parkhurst Quimby (1802–1866) ein bekannter Geistheiler war. Zu seinen Anhängern zählte anfangs auch Mary Baker-Eddy, welche sich bei ihm in Behandlung begab. Sie distanzierte sich jedoch später von Quimby und begründete die Christliche Wissenschaft, eine der Neugeist-Lehre nahestehende religiöse Gemeinschaft, die sich hauptsächlich dem „Heilungsdienst“ widmet.
Quimbys Heilungsgeheimnis soll darin bestanden haben, sich mit seinen Patienten auf die reine und vollkommene Gegenwart Gottes zu konzentrieren; im göttlichen Bewusstsein könne es weder Krankheit noch Störung geben. Quimby führte alle Gebrechen auf Irrglauben und tiefsitzende Angstvorstellungen zurück. Durch den Akt „geistiger Umpolung“ solle der Mensch wieder genesen, indem er seine „falschen Vorstellungen“ überwinde.
Im Prinzip hat sich an dieser Vorgangsweise bis heute nichts geändert. Auch andere Neugeist-Praktiker genossen den Ruf erfolgreicher Heiler. Sie beriefen sich jedoch stets auf die geistige Kraft, die ihre Anhänger durch Hingabe an das göttliche Wesen und durch die völlige Wandlung ihres Denkens und Glaubens zum Wirken brachten (Mental Healing, Faith Healing). Man spricht in diesem Zusammenhang auch oft von charismatischem Heilen.
Fast alle organisierten Bewegungen kennen sogenannte Heilungsdienste, bei denen Meditationen und Gebete nach festen Regeln durchgeführt werden. Täglich um 21 Uhr treten viele Anhänger der Bewegung innerhalb ihrer Zeitzonen in eine stille Andacht, in der allen Wesen Heilung und Wohlergehen zugedacht wird.

## Verbreitung

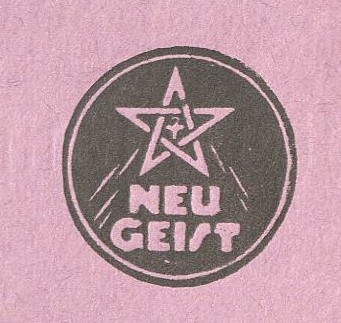
Neugeist in Deutschland bis 1934

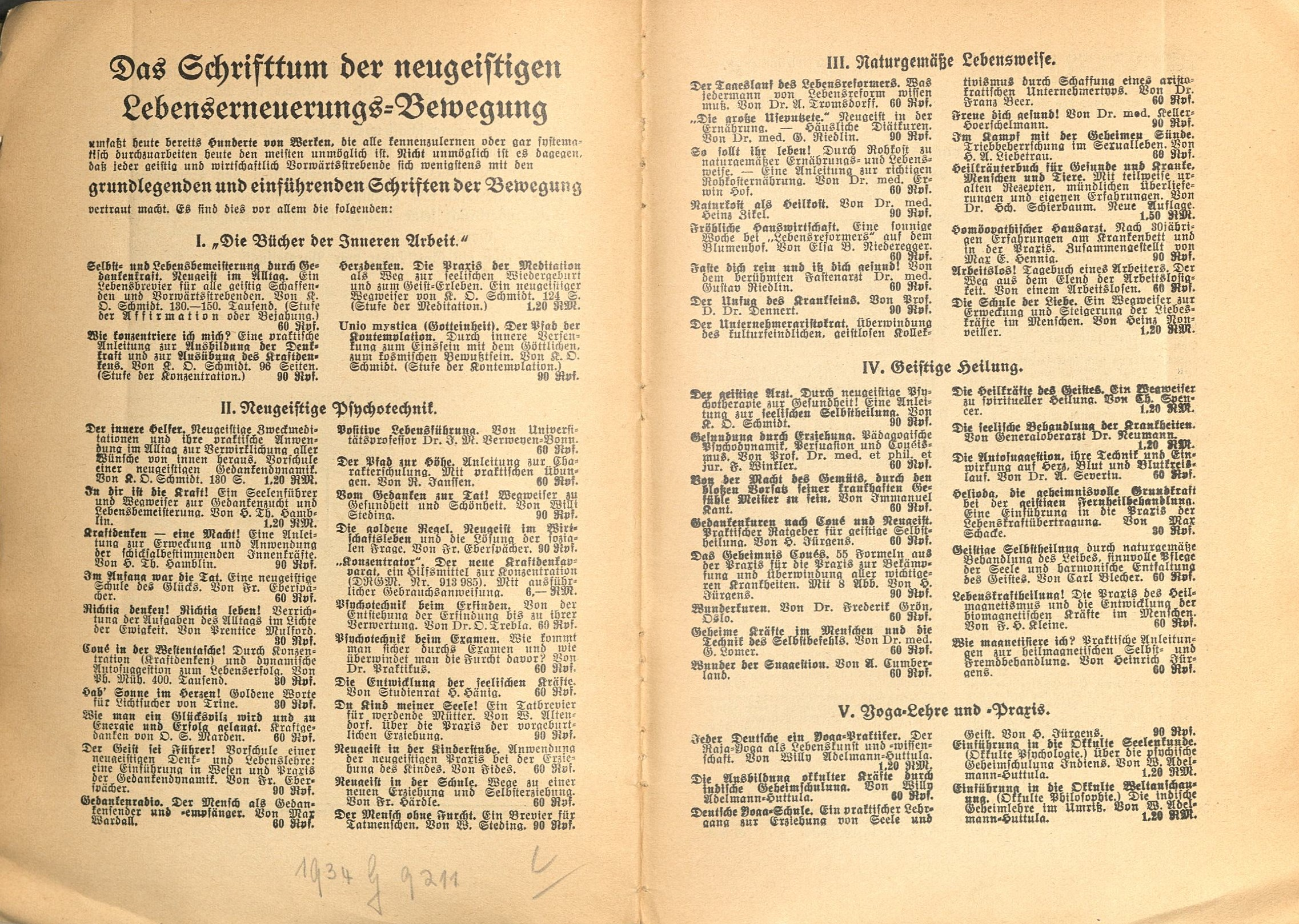
Schrifttum der Neugeistigen Bewegung 1934

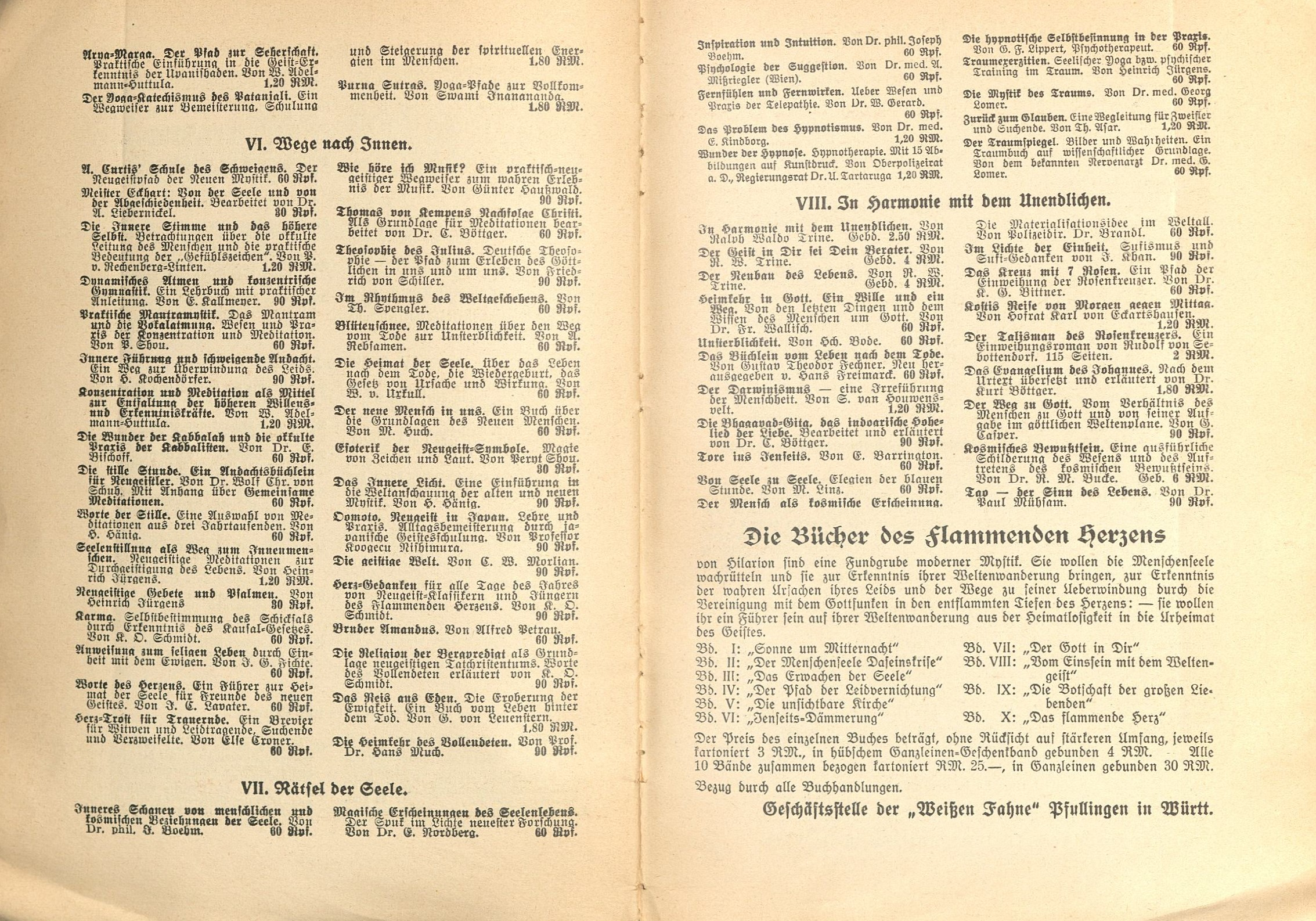
beim Johannes Baum Verlag

Während sie in den USA weite Kreise zog, verbreitete sich die Neugeistlehre auch schnell in Europa und anderen Teilen der westlichen Welt einschließlich Japan (Masaharu Taniguchi und die Seichō-no-Ie-Bewegung).
Zwei ihrer bedeutendsten Vertreter in den Vereinigten Staaten waren Prentice Mulford und Joseph Murphy (Die Macht Ihres Unterbewusstseins), die die Philosophie durch ihre Veröffentlichungen einem weltweiten Publikum nahebrachten. Weitere bekannte Schriftsteller der Neugeist-Bewegung waren u. a. Ernest Holmes (Die Vollkommenheitslehre, orig.: The Science of Mind), Frederick Bailes, Emmet Fox (Die Bergpredigt; Das Vaterunser), Ralph Waldo Trine, Norman Vincent Peale, Neville Goddard (Genauso hatte ich es mir ausgemalt; Es ist bereits so; Über Vorstellungsbilder gestalten oder verunstalten Sie Ihr Leben), Napoleon Hill (Denke nach und werde reich), James Allen, Vernon Howard, Claude Bristol, William Walker Atkinson, Charles F. Haanel (The Master Key System), Frank Channing Haddock und Thomas Troward.
Das New Thought Movement hatte eine immense Ausstrahlung auf die New-Age-Bewegung der 1980er Jahre und beeinflusste viele Modeströmungen innerhalb der esoterischen Szene. Dennoch grenzen sich die neugeistigen Bewegungen meist vom eklektischen Esoterikmarkt ab.
Bekannte Neugeist-Autoren der Gegenwart sind Louise L. Hay, die Unity-Lehrerin Catherine Ponder, Esther und Jerry Hicks sowie Rhonda Byrne (The Secret).
In Deutschland traten während der Nachkriegsjahre vor allem die Autoren K. O. Schmidt und Felix Riemkasten hervor. Eine große Zahl esoterisch, psychologisch und heilkundlich ausgerichteter Schriftsteller weist Bezüge zu den Schriften von Neugeist auf (Kurt Tepperwein, Karl Spiesberger, Erhard F. Freitag, Pierre Franckh, Bärbel Mohr (Bestellungen beim Universum) u. a.).
In Deutschland bestand bis in die zweite Hälfte des 20. Jahrhunderts der Deutsche Neugeistbund als Dachorganisation für alle Anhänger der „Neugedankenlehre“, wie man New Thought in Deutschland zunächst nannte. Sein Zentralorgan, die Weiße Fahne, diente vielen Schriftstellern als Sprungbrett. Später wurde die Zeitschrift unter dem Namen esotera vom Hermann Bauer Verlag – Verlag für neues Denken weitergeführt und um ein größeres Themenspektrum erweitert. Nach Einstellung der Verlagstätigkeit 2002 wurde die Zeitschrift als Monatsblatt neugegründet.
Bis zum Zweiten Weltkrieg waren das Prana-Haus, ein 1914 gegründetes Reformunternehmen, das Tabletten, Öle, Salben und sogenannte „Lebenselixiere“ auf naturheilkundlicher Basis vertrieb, und der Johannes Baum Verlag – Letzterer bis 1. November 1920 Berlin, danach ebenso wie das Prana-Haus in Pfullingen – Heimstätte vieler neugeistig ausgerichteter Schriftsteller, u. a. Karl Otto Schmidt. Der Verlagsleiter des Johannes Baum Verlags, Victor Schweizer, wurde von der Gestapo verhaftet und starb am 15. November 1935. Die Todesursache ist nicht eindeutig geklärt, neben Selbstmord gilt auch eine Ermordung durch die Nationalsozialisten als möglich. Nach dem Tod Schweizers übernahm Otto Orlowsky mit Unterstützung von Karl Otto Schmidt die Geschäftsführung, jedoch wurde der Verlag 1941 endgültig zerschlagen. 167 Tonnen Material sollen dabei vernichtet worden sein; Orlowsky und Schmidt kamen in das Schutzhaftlager Welzheim.
Nach dem Krieg wurde das Verlagsgeschäft wiederbelebt, und nachdem Orlowsky 1948 gestorben war, wurde Hans von Kothen sein Nachfolger. Die Bewegung erreichte ihre alte Stärke jedoch nicht mehr. Der Johannes Baum Verlag und das Prana-Haus wurden 1970 an den Hermann Bauer Verlag in Freiburg verkauft.
Neugeistig orientierte Verlage der Gegenwart sind der Drei Eichen Verlag in Hammelburg, der Frick-Verlag in Pforzheim (u. a. Herausgeber der deutschsprachigen Unity-Literatur) und der mittlerweile geschlossene Hermann Bauer Verlag im badischen Freiburg. Auch im Münchner Verlag Peter Erd erschienen zahlreiche Autoren der Neugeist-Bewegung.

## Verhältnis zum kirchlichen Christentum
Die katholische Kirche und die evangelischen Kirchen beurteilen die Neugeist-Bewegung als religiöse Sondergruppe bzw. Sondergemeinschaft.
In jüngster Zeit sind aber über die Neocharismatik, die man heute mit dem ungenauen Begriff charismatische Bewegung bezeichnet, viele Gedanken der Neugeist-Bewegung in die christlichen Kirchen eingedrungen. Die charismatische Bewegung ist heute inhaltlich eine Mischung der Pfingstbewegung mit Elementen der Neugeist-Bewegung und des Positiven Denkens. Im katholischen Bereich werden charismatische Gruppierungen zu den sog. neuen geistlichen Bewegungen gerechnet, was schon begrifflich eine gewisse Nähe zum Gedankengut der Neugeist-Bewegung zum Ausdruck bringt.
Insbesondere die in charismatischen Kreisen weit verbreiteten Heilungsgottesdienste bzw. Heilungsseminare sind stark vom Gedankengut der Neugeist-Bewegung beeinflusst. Deutlich wird dies daran, dass Gebete oft wie Affirmationen formuliert sind (affirmatives Gebet). Ferner daran, dass, wie es auch die stark christlich orientierten Vertreter der Neugeist-Bewegung, insbesondere der ehemalige Katholik Joseph Murphy, vorgeschlagen haben, Psalmen benutzt werden, um die „göttliche Weisheit“ zu kontemplieren. Der Allgeist bzw. „Gott in Aktion“, wie es Murphy formulierte, wurde in der Charismatik zum heiligen Geist gemacht und somit ein Teil der Neugeist-Lehre in das charismatische Glaubensverständnis integriert.